# かあさんの四季
『かあさんの四季』（かあさんのしき）は、フジテレビ系列で放映されたテレビドラマ。1972年10月4日から1973年9月26日までの1年間、水曜夜9時からの1時間枠「水曜ホーム劇場（後の水曜ドラマシリーズ）」で放映された。

## 概要
京塚昌子が主婦を演じる一般家庭を中心に描かれたホームドラマ。京塚が主演した「肝っ玉かあさん」では商売を営む母親を中心としたドラマだったのに対し、北村和夫演じる夫と子供たちによる一般家庭を中心としたドラマ。「京塚かあさんもの」の第四作となっている。
本作品終了後の約1年後には、本作品と同様に京塚が主演する「かあさんの明日」が放送された。
平川大輔は「中沢製作所」の課長。決して無能ではないものの、重宝がられているうちに同僚や部下たちにどんどん先を越され、気が付けば「万年課長」と言われるようになってしまっていた。そんな時、大輔は勤続30年表彰を会社の創立記念日に受けることになった。これに夫婦で招待されたが、芙美子はどうしても気が進まず、それでもやっと腰を上げて出掛けようとしたその時、兄嫁の結城千鶴子が娘の珠子の縁談を持って来た。

## 出演
- 平川芙美子〈42〜43〉：京塚昌子
大輔の妻で、3月16日生まれ[3]。5人の兄妹を育てる。出不精な性格。
- 平川大輔〈45〜46〉：北村和夫
1927年（昭和2年）生まれ。東京都出身[4]。定年退職後、島根県松江市の「山陰機械」から経理部長として入社を誘われる。
- 平川克己（長男）〈31〉：山本學
山室法律事務所に勤務する弁護士。
- 平山珠子（長女）〈25〉：和泉雅子
中央病院職員。
- 平山良次（次男）〈24〉：あおい輝彦
光学機器メーカー「ワールド光学」に勤務するトップセールスマン。裕子と言うガールフレンドが居ながら、律子とお見合いするようになり、その間で悩むようになる。
- 平山三郎（三男）〈20〉：川口厚
大学生。
- 平山久仁子（次女）〈17〉：奈良富士子
高校3年生。
- 結城千鶴子：東恵美子
芙美子の兄の嫁。下町の老舗の呉服屋の主婦。
- 芙美子の妹・佐代子：千之赫子
- 佐代子の娘・悦子：伊藤るり子
- 佐代子の娘・知子：志摩みずえ
保育園に務めている。
- 寺沢晴子：倍賞美津子
克己の恋人。
- 長谷川史郎：松橋登
珠子の恋人。
- 北野隆志：山本亘
千鶴子が珠子に縁談を持って来た時の、その相手。
- 北野剛：永井智雄
隆志の父で、歯科医。
- 北野直子：文野朋子
隆志の母。
- 隆志の叔母・幸枝：平井岐代子
- 寺沢清三：田武謙三
晴子の父。
- 寺沢照子：野村昭子
晴子の母。
- 山室：信欽三
弁護士、山室法律事務所代表。
- 田所弁護士：鈴木瑞穂
- 成田（久仁子の担任の教師）：宮川洋一
- 津村周作：沢木順
良次の会社の同僚。
- 森田：久米明
- 新田：大滝秀治
- 小森律子：隅田和世
良次の見合い相手。ブルジョア娘と言われている。
- 加納裕子：奈美悦子
良次のガールフレンド。
- ：中村竹弥
- 平川孝助：美川陽一郎
平川家本家の主人、良次ら兄妹の叔父。
- 中沢（中沢製作所社長）：加藤嘉
- 熊井（中沢製作所副社長）：浜田寅彦
- 愛子（山室法律事務所事務員）：田島令子
- 小森正造：久松保夫
律子の父で、中沢製作所の有力取引先「アジア精工」の重役。
- 三山（中央病院事務長）：瀬良明
- 橋田千加子：幸田弘子
知子が務める保育園の園児の辰男の母。
- 小池義一：三宅康夫
大輔の部下。第34話で大輔に結婚式の仲人を頼む。
- 野瀬弘美：井口恭子
小池の結婚相手。
- 新宮小弥太：河村弘二
小さな町工場の経営者。第36話出演。
- サブンドラ：E・T・サブンドラ
タイ・バンコクのバイヤー。第38話出演。
- 伊吹：川口恒
商社マン。良次の大学時代の友人。
- 芙美子の実家の修二：田辺靖雄
- 吉岡令子：乙羽信子
芙美子の幼馴染み。

## サブタイトル
| 話数 | 放送日         | サブタイトル                                | 脚本     | 演出     |
| ---- | -------------- | ------------------------------------------- | -------- | -------- |
| 1    | 1972年10月4日  | （※第1話から第26話までは サブタイトル無し） | 稲葉明子 | 浜忠臣   |
| 2    | 1972年10月11日 | （※第1話から第26話までは サブタイトル無し） | 稲葉明子 | 浜忠臣   |
| 3    | 1972年10月18日 | （※第1話から第26話までは サブタイトル無し） | 稲葉明子 | 浜忠臣   |
| 4    | 1972年10月25日 | （※第1話から第26話までは サブタイトル無し） | 稲葉明子 | 浜忠臣   |
| 5    | 1972年11月1日  | （※第1話から第26話までは サブタイトル無し） | 稲葉明子 | 浜忠臣   |
| 6    | 1972年11月8日  | （※第1話から第26話までは サブタイトル無し） | 稲葉明子 | 浜忠臣   |
| 7    | 1972年11月15日 | （※第1話から第26話までは サブタイトル無し） | 稲葉明子 | 浜忠臣   |
| 8    | 1972年11月22日 | （※第1話から第26話までは サブタイトル無し） | 稲葉明子 | 浜忠臣   |
| 9    | 1972年11月29日 | （※第1話から第26話までは サブタイトル無し） | 稲葉明子 | 浜忠臣   |
| 10   | 1972年12月6日  | （※第1話から第26話までは サブタイトル無し） | 稲葉明子 | 浜忠臣   |
| 11   | 1972年12月13日 | （※第1話から第26話までは サブタイトル無し） | 辻久一   | 浜忠臣   |
| 12   | 1972年12月20日 | （※第1話から第26話までは サブタイトル無し） | 辻久一   | 浜忠臣   |
| 13   | 1972年12月27日 | （※第1話から第26話までは サブタイトル無し） | 辻久一   | 浜忠臣   |
| 14   | 1973年1月3日   | （※第1話から第26話までは サブタイトル無し） | 辻久一   | 浜忠臣   |
| 15   | 1973年1月10日  | （※第1話から第26話までは サブタイトル無し） | 辻久一   | 浜忠臣   |
| 16   | 1973年1月17日  | （※第1話から第26話までは サブタイトル無し） | 辻久一   | 浜忠臣   |
| 17   | 1973年1月24日  | （※第1話から第26話までは サブタイトル無し） | 辻久一   | 浜忠臣   |
| 18   | 1973年1月31日  | （※第1話から第26話までは サブタイトル無し） | 辻久一   | 浜忠臣   |
| 19   | 1973年2月7日   | （※第1話から第26話までは サブタイトル無し） | 辻久一   | 浜忠臣   |
| 20   | 1973年2月14日  | （※第1話から第26話までは サブタイトル無し） | 辻久一   | 浜忠臣   |
| 21   | 1973年2月21日  | （※第1話から第26話までは サブタイトル無し） | 辻久一   | 矢崎一雄 |
| 22   | 1973年2月28日  | （※第1話から第26話までは サブタイトル無し） | 辻久一   | 浜忠臣   |
| 23   | 1973年3月7日   | （※第1話から第26話までは サブタイトル無し） | 辻久一   | 浜忠臣   |
| 24   | 1973年3月14日  | （※第1話から第26話までは サブタイトル無し） | 辻久一   | 矢崎一雄 |
| 25   | 1973年3月21日  | （※第1話から第26話までは サブタイトル無し） | 辻久一   | 浜忠臣   |
| 26   | 1973年3月28日  | （※第1話から第26話までは サブタイトル無し） | 大西信行 | 矢崎一雄 |
| 27   | 1973年4月4日   | 四月は門出の・・・                          | 大西信行 | 浜忠臣   |
| 28   | 1973年4月11日  | お花見の季節だが・・・                      | 辻久一   | 矢崎一雄 |
| 29   | 1973年4月18日  | 柳に雪折れなし                              | 辻久一   | 浜忠臣   |
| 30   | 1973年4月25日  | 子は誰のもの                                | 大西信行 | 矢崎一雄 |
| 31   | 1973年5月2日   | 喜び悲しみありがとう                        | 大西信行 | 浜忠臣   |
| 32   | 1973年5月9日   | 花嫁の条件                                  | 辻久一   | 矢崎一雄 |
| 33   | 1973年5月16日  | 結婚式は誰のため                            | 辻久一   | 浜忠臣   |
| 34   | 1973年5月23日  | 仲人初体験                                  | 大西信行 | 澤井謙爾 |
| 35   | 1973年5月30日  | 夫は地獄・妻は仏                            | 大西信行 | 浜忠臣   |
| 36   | 1973年6月6日   | お父さんが部長？                            | 辻久一   | 矢崎一雄 |
| 37   | 1973年6月13日  | 父からの花嫁衣裳                            | 辻久一   | 浜忠臣   |
| 38   | 1973年6月20日  | サブの恋人                                  | 辻久一   | 矢崎一雄 |
| 39   | 1973年6月27日  | 嫁入道具準備中                              | 辻久一   | 矢崎一雄 |
| 40   | 1973年7月4日   | 結婚前夜                                    | 辻久一   | 浜忠臣   |
| 41   | 1973年7月11日  | 珠子の結婚式                                | 辻久一   | 矢崎一雄 |
| 42   | 1973年7月18日  | 悪妻？                                      | 辻久一   | 矢崎一雄 |
| 43   | 1973年7月25日  | わがままなぜ悪い                            | 大西信行 | 矢崎一雄 |
| 44   | 1973年8月1日   | 単身赴任！？                                | 辻久一   | 澤井謙爾 |
| 45   | 1973年8月8日   | 妻の心夫知らず                              | 辻久一   | 浜忠臣   |
| 46   | 1973年8月15日  | 別居夫婦                                    | 大西信行 | 矢崎一雄 |
| 47   | 1973年8月22日  | 娘ひとり海外留学                            | 大西信行 | 浜忠臣   |
| 48   | 1973年8月29日  | 婿さんの愛情                                | 辻久一   | 矢崎一雄 |
| 49   | 1973年9月5日   | さよならも人生                              | 辻久一   | 浜忠臣   |
| 50   | 1973年9月12日  | おばあちゃん誕生！                          | 大西信行 | 澤井謙爾 |
| 51   | 1973年9月19日  | こんにちは赤ちゃん                          | 大西信行 | 矢崎一雄 |
| 52   | 1973年9月26日  | 晴れてる日に                                | 辻久一   | 浜忠臣   |

## スタッフ
- プロデューサー：大野木直之
- 脚本：稲葉明子、辻久一、大西信行

1973年に、脚本の稲葉自身による本ドラマと同名の小説（オリエント書房・刊）を発売。
- 演出：澤井謙爾、浜忠臣、矢崎一雄
- 主題歌：チェリッシュ「晴れてる日に」（作詞：阿久悠／作曲・編曲：冨田勲）